# Rapport du groupe d'étude sur l'Irak

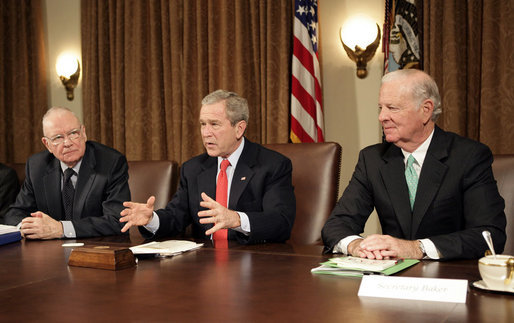
George W. Bush lors de la remise du rapport le mercredi 6 décembre 2006.

Le rapport du groupe d'étude sur l'Irak (The Iraq Study Group Report: The Way Forward – A New Approach) est un rapport du Groupe d'étude sur l'Irak (ISG), une commission indépendante coprésidée par le républicain James Baker et le démocrate Lee Hamilton. Il a été remis mercredi 6 décembre 2006 au président américain George W. Bush et préconise 79 recommandations pour un changement de la politique américaine en Irak et dans la région. Le document est le fruit de huit mois de travail des dix membres de l'ISG. Faisant un bilan extrêmement négatif de l'engagement américain, il préconise un désengagement graduel, l'armée américaine devant davantage axer sa mission sur la formation, l'équipement et le soutien des forces irakiennes que sur le combat. Il suggère d'autre part à Washington de réduire son « soutien politique, militaire et économique » à l'Irak si le gouvernement de Bagdad n'enregistre pas des progrès substantiels en matière de sécurité et à associer davantage les voisins de l'Irak au processus de stabilisation du pays, à commencer par l'Iran et la Syrie, acteurs régionaux incontournables avec lesquels Washington refuse jusqu'à présent de dialoguer. Le rapport appelle les États-Unis à tout faire pour résoudre le conflit israélo-palestinien, à amener Israël à rendre le Golan occupé à la Syrie en échange d'un accord de paix pour sauver la mise des États-Unis en Irak. Après avoir reçu le rapport des mains de James Baker le président américain, George W. Bush, a déclaré qu'il l'étudiera « très sérieusement ».

## Le rapport: bilan d'un engagement militaire désastreux et recommandations pour une approche diplomatique
Le rapport s'ouvre sur le constat de la gravité de la situation en Irak, indiquant que "au point où en sont les choses, nul ne peut garantir qu'aucune action d'aucun type puisse stopper les conflits communautaires, l'augmentation de la violence, ou la chute du pays dans le chaos" ( "No one can guarantee that any course of action in Iraq at this point will stop sectarian warfare, growing violence, or a slide toward chaos."). Le rapport brosse un portrait extrêmement pessimiste de la situation, insistant sur l'incurie du gouvernement irakien, incapable de promouvoir la réconciliation nationale, d'assurer une sécurité minimale ou des services basiques (eau, électricité, école) aux citoyens.
- le bilan humain est très lourd, le rapport avance le chiffre de 3 000 civils irakiens tués par mois. Le principal défi est la violence communautaire correspondant aux affrontements entre milices sunnites et chiites, et aux attentats commis de part et d'autre contre la population civile. Selon les Nations unies, le nombre de personnes déplacées s'élèverait à 1,6 million et le nombre de réfugiés irakiens hors d'Irak serait de 1,8 million.
- l'armée américaine est incapable de maintenir l'ordre, notamment parce que les troupes ne sont pas assez nombreuses et ne connaissent pas assez le terrain, mais surtout, souligne le rapport, parce que la coopération avec les forces irakiennes (armée et police) est insuffisante. Le rapport dénonce la disproportion entre le financement de l'armée américaine et les fonds alloués à la coopération avec la police irakienne, très insuffisants.
- l'armée irakienne manque d'organisation, d'équipement et de personnel (le taux de désertion de l'armée s’élèverait à 50 %). La police irakienne est dans un état encore plus déplorable : elle n'est pas seulement incapable de maîtriser la violence, elle y participe. Le rapport dénonce l'action négative du ministère de l'Intérieur, contrôlé par les chiites et accusé d'exactions envers les sunnites.
- Selon le rapport, le gouvernement irakien représente des intérêts communautaires et non l'intérêt national. L'Irak est menacé de partition, les forces dominantes, kurdes et chiites, ayant une assise territoriale forte (au Nord pour les premiers, au Sud pour les seconds), à l'inverse des sunnites, qui s'inquiètent de ces tendances au séparatisme dans lesquels ils ne trouvent pas d'intérêt.
- Les pays voisins de l'Irak ne jouent pas un rôle positif pour la stabilisation du pays. Le rapport accuse notamment l'Iran et la Syrie de soutenir, activement ou passivement, l'infiltration d'armes et de combattants.

La conclusion de ce bilan est que l'intervention américaine, extrêmement coûteuse (le coût final est évalué à 2 000 milliards de dollars), n'a pas réussi à réaliser l'objectif politique de construction d'un nouvel Irak, stable, qui serait pièce centrale du "nouveau Moyen-Orient". Les rapporteurs recommandent donc une approche plus diplomatique, impliquant différents acteurs internationaux dans une perspective multilatérale; impliquant aussi, dans une perspective régionale, l'Iran et la Syrie : les rapporteurs lient la stabilisation de l'Irak à la résolution de la question israélo-arabe et de la crise libanaise.

## Analyse: des effets limités
Nicolas Martin-Lalande Chercheur à l'Observatoire sur les missions de paix de la chaire Raoul-Dandurand en études stratégiques et diplomatiques de l'Université du Québec à Montréal estime que le rapport aura des effets limités. Il estime que le redéploiement des troupes américaines creusera le déficit sécuritaire. Cela dissuadera la population de coopérer, démoralisera les forces de sécurité irakiennes et consolidera la légitimité des armées privées comme uniques prestataires de sécurité. Selon lui les morts de civils se multiplieront à mesure que la force multinationale recourra aux frappes aériennes pour compenser le désengagement des troupes au sol.
Élisabeth Vallet Docteure en droit et chercheuse à l'Observatoire sur les États-Unis de la chaire Raoul-Dandurand de l'Université du Québec à Montréal trouve est une commission marketing car avec la médiatisation de son travail a été mis en scène pour convaincre. Les médias d'abord. L'opinion publique ensuite. Et le président surtout pour l'obliger à prendre en compte le rapport

## Réactions
- Israël Le premier ministre israélien Ehoud Olmert a exprimé son désaccord avec le rapport Baker-Hamilton[2].
- Irak Massoud Barzani estime que le rapport est « irréaliste et inapproprié »[3]
- Syrie La Syrie salue le rapport de la commission Baker-Hamilton. Selon un responsable du ministère des Affaires étrangères, le rapport est « positif car il traite du rôle des voisins de l'Irak dans les tentatives de ramener la sécurité et la stabilité en Irak ». Il ajoute aussi « La priorité de la Syrie est de retrouver totalement les Plateaux arabes du Golan occupés »[4]
- Iran Selon le chef de la diplomatie iranienne, Manouchehr Mottaki,« Ce rapport comporte certains points importants (…). Il semble que certains aspects de la politique américaine en Irak sont considérés comme des erreurs ».